# Discografia degli Europe
La seguente è una discografia comprensiva del gruppo musicale svedese Europe.

## Album

### Album in studio
| Anno                                                                                               | Titolo                                                                                | Classifiche | Classifiche | Classifiche | Classifiche | Classifiche | Classifiche | Classifiche | Classifiche | Classifiche | Classifiche | Classifiche | Classifiche | Classifiche | Classifiche | Certificazioni |
| Anno                                                                                               | Titolo                                                                                | SWE         | AUS         | AUT         | CAN         | FIN         | FRA         | GER         | ITA         | NLD         | NOR         | NZ          | SWI         | UK          | US          | Certificazioni |
| -------------------------------------------------------------------------------------------------- | ------------------------------------------------------------------------------------- | ----------- | ----------- | ----------- | ----------- | ----------- | ----------- | ----------- | ----------- | ----------- | ----------- | ----------- | ----------- | ----------- | ----------- | --- |
| 1983                                                                                               | Europe - Pubblicazione: 14 marzo 1983 - Etichetta: Hot Records                        | 8           | —           | —           | —           | —           | —           | —           | —           | —           | —           | —           | —           | —           | —           | |
| 1984                                                                                               | Wings of Tomorrow - Pubblicazione: 24 febbraio 1984 - Etichetta: Hot Records          | 20          | —           | —           | —           | —           | —           | —           | —           | —           | —           | —           | —           | —           | —           | |
| 1986                                                                                               | The Final Countdown - Pubblicazione: 26 maggio 1986 - Etichetta: Epic Records         | 1           | 3           | 5           | 6           | 1           | 10          | 6           | 2           | 3           | 4           | 3           | 1           | 9           | 8           | - CAN: 2× Platino - FIN: Platino - FRA: 2× Oro - GER: Oro - ITA: 5× Platino - NLD: Oro - SWE: Platino - SWI: Platino - UK: Oro - US: 3× Platino |
| 1988                                                                                               | Out of This World - Pubblicazione: 9 agosto 1988 - Etichetta: Epic Records            | 1           | 28          | 16          | 30          | 5           | 19          | 10          | 8           | 7           | 1           | —           | 3           | 12          | 19          | - CAN: Oro - FRA: Oro - ITA: 2× Platino - SWE: 2× Platino - SWI: Oro - US: Platino                                                              |
| 1991                                                                                               | Prisoners in Paradise - Pubblicazione: 23 settembre 1991 - Etichetta: Epic Records    | 9           | —           | 32          | —           | 21          | —           | 38          | 22          | 60          | 18          | —           | 17          | 61          | —           | - SWE: Platino |
| 2004                                                                                               | Start from the Dark - Pubblicazione: 22 settembre 2004 - Etichetta: Sanctuary Records | 2           | —           | —           | —           | —           | —           | —           | 65          | 86          | —           | —           | 91          | —           | —           | |
| 2006                                                                                               | Secret Society - Pubblicazione: 25 ottobre 2006 - Etichetta: Sanctuary Records        | 4           | —           | —           | —           | —           | —           | —           | 41          | —           | —           | —           | 93          | —           | —           | |
| 2009                                                                                               | Last Look at Eden - Pubblicazione: 9 settembre 2009 - Etichetta: Edel Music           | 1           | —           | —           | —           | —           | 86          | 31          | 37          | —           | —           | —           | 29          | —           | —           | - SWE: Oro |
| 2012                                                                                               | Bag of Bones - Pubblicazione: 18 aprile 2012 - Etichetta: Edel Music                  | 2           | —           | 30          | —           | —           | 70          | 26          | 52          | 44          | 21          | —           | 18          | 56          | —           | - SWE: Oro |
| 2015                                                                                               | War of Kings - Pubblicazione: 2 marzo 2015 - Etichetta: UDR Music                     | 2           | —           | 27          | —           | 38          | 69          | 23          | 41          | 35          | 38          | —           | 6           | 50          | —           | |
| 2017                                                                                               | Walk the Earth - Pubblicazione: 20 ottobre 2017 - Etichetta: Hell & Back              | 2           | —           | 28          | —           | 31          | 62          | 40          | 43          | —           | 38          | —           | 20          | 69          | —           | |
| "—" indica una pubblicazione che non si è classificata o che non è stata pubblicata in quel Paese. |                                                                                       |             |             |             |             |             |             |             |             |             |             |             |             |             |             | |

### Raccolte
| Anno                                                                                               | Titolo                                                                                          | Classifiche | Classifiche | Classifiche | Classifiche | Classifiche | Classifiche | Certificazioni        |
| Anno                                                                                               | Titolo                                                                                          | SWE         | FIN         | FRA         | GER         | NLD         | NOR         | Certificazioni        |
| -------------------------------------------------------------------------------------------------- | ----------------------------------------------------------------------------------------------- | ----------- | ----------- | ----------- | ----------- | ----------- | ----------- | --------------------- |
| 1993                                                                                               | 1982-1992 - Pubblicazione: 19 marzo 1993 - Etichetta: Epic Records                              | 47          | —           | 5           | 82          | 18          | —           | - FRA: Oro - SWE: Oro |
| 1997                                                                                               | Definitive Collection - Pubblicazione: 30 aprile 1997 - Etichetta: Epic Records                 | —           | —           | —           | —           | —           | —           |                       |
| 1998                                                                                               | Super Hits - Pubblicazione: 27 gennaio 1998 - Etichetta: Epic Records                           | —           | —           | —           | —           | —           | —           |                       |
| 1999                                                                                               | 1982-2000 - Pubblicazione: 20 dicembre 1999 - Etichetta: Sony Music                             | —           | —           | —           | —           | —           | —           |                       |
| 2004                                                                                               | Rock the Night: The Very Best of Europe - Pubblicazione: 3 marzo 2004 - Etichetta: Sony Music   | 2           | 5           | —           | —           | —           | 3           | - NOR: Oro - SWE: Oro |
| 2009                                                                                               | The Final Countdown: The Best of Europe - Pubblicazione: 15 giugno 2009 - Etichetta: Sony Music | —           | —           | —           | —           | —           | —           |                       |
| "—" indica una pubblicazione che non si è classificata o che non è stata pubblicata in quel Paese. |                                                                                                 |             |             |             |             |             |             |                       |

### Album dal vivo
| Anno | Titolo | Classifiche | Classifiche | Classifiche |
| Anno | Titolo | SWE         | GER         | UK          |
| ---- | --- | ----------- | ----------- | ----------- |
| 2004 | The Final Countdown Tour 1986 - Pubblicazione: 20 dicembre 2004 - Etichetta: JVC Victor                                     | —           | —           | —           |
| 2007 | Extended Versions - Pubblicazione: 27 marzo 2007 - Etichetta: Sony Music                                                    | —           | —           | —           |
| 2008 | Almost Unplugged - Pubblicazione: 17 settembre 2008 - Etichetta: Hell & Back                                                | 23          | —           | —           |
| 2011 | Live! At Shepherd's Bush, London - Pubblicazione: 15 giugno 2011 - Etichetta: Hell & Back                                   | —           | 61          | —           |
| 2011 | Live Look at Eden - Pubblicazione: 8 agosto 2011 - Etichetta: Hell & Back                                                   | —           | —           | —           |
| 2013 | Live at Sweden Rock - 30th Anniversary Show - Pubblicazione: 16 ottobre 2013 - Etichetta: Gain/Sony Music                   | 18          | 66          | 173         |
| 2017 | The Final Countdown - 30th Anniversary Show: Live at The Roundhouse - Pubblicazione: 4 agosto 2017 - Etichetta: Hell & Back | —           | —           | —           |

## Extended play
- 1985 – On the Loose (Epic Records, aprile 1985)

## Singoli
| Anno                                                                                               | Singolo                        | Classifiche | Classifiche | Classifiche | Classifiche | Classifiche | Classifiche | Classifiche | Classifiche | Classifiche | Classifiche | Classifiche | Classifiche | Classifiche | Classifiche | Classifiche | Classifiche | Certificazioni                                                        | Album di provenienza  |
| Anno                                                                                               | Singolo                        | SWE         | AUS         | AUT         | CAN         | FIN         | FRA         | GER         | IRL         | ITA         | [NLD        | NOR         | NZ          | SWI         | UK          | US          | US Rock     | Certificazioni                                                        | Album di provenienza  |
| -------------------------------------------------------------------------------------------------- | ------------------------------ | ----------- | ----------- | ----------- | ----------- | ----------- | ----------- | ----------- | ----------- | ----------- | ----------- | ----------- | ----------- | ----------- | ----------- | ----------- | ----------- | --------------------------------------------------------------------- | --------------------- |
| 1983                                                                                               | Seven Doors Hotel              | —           | —           | —           | —           | —           | —           | —           | —           | —           | —           | —           | —           | —           | —           | —           | —           |                                                                       | Europe                |
| 1983                                                                                               | Lyin' Eyes                     | —           | —           | —           | —           | —           | —           | —           | —           | —           | —           | —           | —           | —           | —           | —           | —           |                                                                       | Wings of Tomorrow     |
| 1984                                                                                               | Dreamer                        | —           | —           | —           | —           | —           | —           | —           | —           | —           | —           | —           | —           | —           | —           | —           | —           |                                                                       | Wings of Tomorrow     |
| 1984                                                                                               | Stormwind                      | —           | —           | —           | —           | —           | —           | —           | —           | —           | —           | —           | —           | —           | —           | —           | —           |                                                                       | Wings of Tomorrow     |
| 1984                                                                                               | Open Your Heart                | —           | —           | —           | —           | —           | —           | —           | —           | —           | —           | —           | —           | —           | —           | —           | —           |                                                                       | Wings of Tomorrow     |
| 1985                                                                                               | Rock the Night                 | 4           | —           | —           | —           | —           | —           | —           | —           | —           | —           | —           | —           | —           | —           | —           | —           |                                                                       | On the Loose          |
| 1986                                                                                               | The Final Countdown            | 1           | 2           | 1           | 5           | 1           | 1           | 1           | 1           | 1           | 1           | 4           | 12          | 1           | 1           | 8           | 18          | - CAN: Oro - FRA: Platino - ITA: Platino - NLD: Platino - UK: Platino | The Final Countdown   |
| 1986                                                                                               | Love Chaser                    | —           | —           | —           | —           | —           | —           | —           | —           | —           | —           | —           | —           | —           | —           | —           | —           |                                                                       | The Final Countdown   |
| 1986                                                                                               | Rock the Night                 | —           | 22          | 11          | 64          | 17          | 7           | 17          | 9           | 4           | 2           | —           | —           | 6           | 12          | 30          | 22          | - FRA: Argento                                                        | The Final Countdown   |
| 1987                                                                                               | Carrie                         | —           | —           | 15          | 9           | 23          | 11          | 22          | 10          | 11          | 13          | —           | —           | 10          | 22          | 3           | 35          |                                                                       | The Final Countdown   |
| 1987                                                                                               | Cherokee                       | —           | —           | —           | —           | 19          | —           | —           | —           | —           | 86          | —           | —           | —           | —           | 72          | —           |                                                                       | The Final Countdown   |
| 1988                                                                                               | Superstitious                  | 1           | 45          | —           | 30          | 6           | 33          | 21          | 24          | 10          | 11          | 1           | 22          | 9           | 34          | 31          | 9           |                                                                       | Out of This World     |
| 1988                                                                                               | Open Your Heart                | —           | —           | —           | —           | —           | 67          | —           | —           | —           | 42          | —           | —           | —           | 86          | —           | —           |                                                                       | Out of This World     |
| 1989                                                                                               | Let the Good Times Rock        | —           | —           | —           | —           | —           | —           | —           | —           | 20          | —           | —           | —           | —           | 85          | —           | —           |                                                                       | Out of This World     |
| 1989                                                                                               | More Than Meets the Eye        | —           | —           | —           | —           | —           | —           | —           | —           | —           | —           | —           | —           | —           | —           | —           | —           |                                                                       | Out of This World     |
| 1989                                                                                               | Sign of the Times              | —           | —           | —           | —           | —           | —           | —           | —           | —           | —           | —           | —           | —           | —           | —           | —           |                                                                       | Out of This World     |
| 1989                                                                                               | Tomorrow                       | —           | —           | —           | —           | —           | —           | —           | —           | —           | —           | —           | —           | —           | —           | —           | —           |                                                                       | Out of This World     |
| 1991                                                                                               | Prisoners in Paradise          | 8           | —           | —           | —           | —           | —           | —           | —           | —           | —           | —           | —           | —           | —           | —           | —           |                                                                       | Prisoners in Paradise |
| 1991                                                                                               | I'll Cry for You               | —           | —           | —           | —           | —           | —           | —           | —           | —           | —           | —           | —           | —           | 28          | —           | —           |                                                                       | Prisoners in Paradise |
| 1992                                                                                               | Halfway to Heaven              | —           | —           | —           | —           | —           | —           | —           | —           | —           | —           | —           | —           | —           | 42          | —           | —           |                                                                       | Prisoners in Paradise |
| 1993                                                                                               | Sweet Love Child               | —           | —           | —           | —           | —           | —           | —           | —           | —           | —           | —           | —           | —           | —           | —           | —           |                                                                       | 1982-1992             |
| 1999                                                                                               | The Final Countdown 2000       | 6           | 33          | —           | —           | 12          | —           | 35          | 49          | —           | 60          | 12          | —           | 33          | 36          | —           | —           |                                                                       | 1982-2000             |
| 2004                                                                                               | Got to Have Faith              | 21          | —           | —           | —           | —           | —           | —           | —           | —           | —           | —           | —           | —           | —           | —           | —           |                                                                       | Start from the Dark   |
| 2004                                                                                               | Hero                           | —           | —           | —           | —           | —           | —           | —           | —           | —           | —           | —           | —           | —           | —           | —           | —           |                                                                       | Start from the Dark   |
| 2006                                                                                               | Always the Pretenders          | 2           | —           | —           | —           | —           | —           | —           | —           | —           | —           | —           | —           | —           | —           | —           | —           |                                                                       | Secret Society        |
| 2009                                                                                               | Last Look at Eden              | 50          | —           | —           | —           | —           | —           | —           | —           | —           | —           | —           | —           | —           | —           | —           | —           |                                                                       | Last Look at Eden     |
| 2009                                                                                               | New Love in Town               | 15          | —           | —           | —           | —           | —           | —           | —           | —           | —           | —           | —           | —           | —           | —           | —           |                                                                       | Last Look at Eden     |
| 2012                                                                                               | Not Supposed to Sing the Blues | —           | —           | —           | —           | —           | —           | —           | —           | —           | —           | —           | —           | —           | —           | —           | —           |                                                                       | Bag of Bones          |
| 2012                                                                                               | Firebox                        | —           | —           | —           | —           | —           | —           | —           | —           | —           | —           | —           | —           | —           | —           | —           | —           |                                                                       | Bag of Bones          |
| 2015                                                                                               | War of Kings                   | —           | —           | —           | —           | —           | —           | —           | —           | —           | —           | —           | —           | —           | —           | —           | —           |                                                                       | War of Kings          |
| 2015                                                                                               | Days of Rock 'n' Roll          | —           | —           | —           | —           | —           | —           | —           | —           | —           | —           | —           | —           | —           | —           | —           | —           |                                                                       | War of Kings          |
| 2017                                                                                               | Walk the Earth                 | —           | —           | —           | —           | —           | —           | —           | —           | —           | —           | —           | —           | —           | —           | —           | —           |                                                                       | Walk the Earth        |
| "—" indica una pubblicazione che non si è classificata o che non è stata pubblicata in quel Paese. |                                |             |             |             |             |             |             |             |             |             |             |             |             |             |             |             |             |                                                                       |                       |

## Videografia

### Album video
| Anno | Titolo |
| ---- | --- |
| 1986 | The Final Countdown Tour 1986 - Pubblicazione: 1986 - Etichetta: Victor Entertainment - Formati: VHS                                                            |
| 1987 | The Final Countdown - Pubblicazione: 1987 - Etichetta: CBS/Fox Video - Formati: VHS                                                                             |
| 1987 | The Final Countdown World Tour - Pubblicazione: 1987 - Etichetta: CMV Enterprises - Formati: VHS, Laserdisc                                                     |
| 1987 | Europe in America - Pubblicazione: 1987 - Etichetta: PolyGram - Formati: VHS, Laserdisc                                                                         |
| 2004 | Rock the Night: Collectors Edition - Pubblicazione: 3 marzo 2004 - Etichetta: Sony Music - Formati: DVD                                                         |
| 2005 | Live from the Dark - Pubblicazione: 18 novembre 2005 - Etichetta: Warner Bros. Entertainment - Formati: DVD                                                     |
| 2006 | The Final Countdown Tour 1986: Live in Sweden - 20th Anniversary Edition - Pubblicazione: 4 ottobre 2006 - Etichetta: Warner Bros. Entertainment - Formati: DVD |
| 2009 | Almost Unplugged - Pubblicazione: 19 agosto 2009 - Etichetta: Warner Home Video - Formati: DVD, CD+DVD                                                          |
| 2011 | Live! At Shepherd's Bush, London - Pubblicazione: 15 giugno 2011 - Etichetta: Nordisk Film - Formati: DVD, BD, CD+DVD, CD+BD                                    |
| 2013 | Live at Sweden Rock - 30th Anniversary Show - Pubblicazione: 16 ottobre 2013 - Etichetta: Eleven Seven Music - Formati: DVD, BD, 2 CD                           |
| 2017 | The Final Countdown - 30th Anniversary Show: Live at The Roundhouse - Pubblicazione: 4 agosto 2017 - Etichetta: Hell & Back - Formati: 2 CD+DVD, 2 CD+BD        |

### Video musicali
| Anno | Titolo                         | Regista                    |
| ---- | ------------------------------ | -------------------------- |
| 1983 | In the Future to Come          |                            |
| 1986 | The Final Countdown            | Nick Morris                |
| 1986 | Rock the Night                 | Nick Morris                |
| 1986 | Carrie                         | Nick Morris                |
| 1987 | Cherokee                       | Nick Morris                |
| 1988 | Superstitious                  | Nick Morris                |
| 1988 | Open Your Heart                | Jean Pellerin & Doug Freel |
| 1988 | Let the Good Times Rock        | Nick Morris                |
| 1991 | Prisoners in Paradise          | Nick Morris                |
| 1991 | I'll Cry for You               | Phil Tuckett               |
| 1992 | Halfway to Heaven              |                            |
| 1999 | The Final Countdown 2000       |                            |
| 2004 | Got to Have Faith              | Micadelica                 |
| 2004 | Hero                           | Ligistfilm                 |
| 2006 | Always the Pretenders          | Micadelica                 |
| 2009 | Last Look at Eden              | Patric Ullaeus             |
| 2009 | New Love in Town               | Patric Ullaeus             |
| 2012 | Not Supposed to Sing the Blues | Patric Ullaeus             |
| 2012 | Firebox                        | Patric Ullaeus             |
| 2015 | War of Kings                   | Patric Ullaeus             |
| 2015 | Days of Rock 'n' Roll          | Patric Ullaeus             |
| 2017 | Walk the Earth                 | Patric Ullaeus             |
| 2018 | The Siege                      | Patric Ullaeus             |
| 2023 | Hold Your Head Up              | Craig Hooper               |